# Günther Thomae
Günther Thomae (* 3. September 1953 in Sonneberg) ist ein ehemaliger deutscher Volleyballspieler. Er bestritt 167 Länderspiele für die DDR.

## Leben
Nach dem Abitur absolvierte er an der DHfK in Leipzig ein Studium der Sportwissenschaften und wurde Diplomlehrer für Sport. Schließlich erwarb er noch die Qualifikation als A-Lizenztrainer für Volleyball.

## Sportlaufbahn

### Vereine
Von 1969 bis 1986 spielte Thomae beim SC Dynamo Berlin, mit Ausnahme der Jahre 1973–1976, in denen er für den SC Leipzig aktiv war.

### Einsätze
- 167 Einsätze in der DDR – Volleyballnationalmannschaft (1972–1980)
- 12 × DDR-Meister (7 × als Spieler/5 × als Trainer)
- 5 × DDR-Pokalsieger
- 6 Teilnahmen an Welt- und Europameisterschaftsfinalrunden, darunter waren 1972, 1975 und 1977 die  Europameisterschaft, 1973 in Prag der Weltpokal und die Weltmeisterschaften 1974 in Mexiko und 1978 in Italien.
- Spielte bis über den 42. Geburtstag hinaus in Regionalliga und 2. Bundesliga und ist heute noch bei den Senioren aktiv.

### Pokale
- 1975 – Europapokalfinale Amsterdam

### Sportliche Auszeichnungen
1975 wurde Thomae in Japan in die Weltauswahl gewählt und 1979 erhielt er die Auszeichnung als  Bester Angreifer der DDR.

### Trainerstationen
- bis 1986 Trainer in Berlin,
- bis 1990 Bezirkstrainer Suhl,
- bis 2000 Landestrainer Thüringen,
- bis 2003 Leiter Sportstadion Sonneberg,
- bis 2009 Sportlehrer am beruflichen Gymnasium in Sonneberg (Steinbach)
- bis 2016 Sportlehrer am Gymnasium Waldkraiburg

## Ehrenämter
- 1990–2004 Abteilungsleiter Volleyball des 1. SSC04,
- Lehrausschuss / Lehrwart Bezirk Suhl (DDR),
- Vizepräsident Sport Thüringer Volleyballverband,
- Stellvertreter Vorsitzender KSB Sonneberg,
- 1986–1990 Trainer Nachwuchs und 1. Herren SG Dynamo Sonneberg,
- 1990–2005 Trainer Nachwuchs und 1. Herren des 1. Sonnberger SC04 / später 1. Sonneberger Volleyballclub 04
- seit 2009 Trainer Herrenmannschaft des TSV 1860 Mühldorf (Regionalliga Südost)